# Джоя тайванська
Джо́я тайванська (Heterophasia auricularis) — вид горобцеподібних птахів родини Leiothrichidae. Ендемік Тайваню.

## Опис
Довжина птаха становить 22-24 см. вага 40-50 г. Голова чорна. Через очі проходить широка біла смуга, що закінчується довгими, білими, ниткоподібними перами. Крила і хвіст темні, синьо-чорні з помітними білими смугами. Верхня частина спини і груди темно-сірі, живіт і нижня частина спини темно-рудувато-каштанові. Дзьоб чорний, лапи коричневі. Виду не притаманний статевий диморфізм.

## Поширення і екологія
Тайванські джої є ендеміками центральних гірських районів Тайваня. Влітку вони живуть у гірських вічнозелених і змішаних лісах, взимку — в широколистяних лісах Влітку зустрічаються на висоті від 1200 до 3000 м над рівнем моря, взимку мігрують в долини, на висоту до 700 м над рівнем моря (іноді навіть на висоту до 300 м над рівнем моря).

## Поведінка
Тайванські джої живляться комахами, ягодами, плодами і насінням. Вони мають щетинистий язик, пристосований до споживання нектару. Тайванські джої іноді приєднуються до зграй тайванських югин і разом споживають нектар квітучих дерев. Однак вони також можуть розорювати гнізда тайванських югин. Тайванські джої шукають їжу переважно на деревах. Гніздяться в кронах дерев.